# Sadalgi
Sadalgi är en ort i Indien.   Den ligger i distriktet Belgaum och delstaten Karnataka, i den sydvästra delen av landet, 1 400 km söder om huvudstaden New Delhi. Sadalgi ligger 548 meter över havet och antalet invånare är 22 135.
Terrängen runt Sadalgi är platt. Runt Sadalgi är det tätbefolkat, med 493 invånare per kvadratkilometer. Närmaste större samhälle är Ichalkaranji, 16,6 km nordväst om Sadalgi. Trakten runt Sadalgi består till största delen av jordbruksmark.